# Gjelosh Gjokaj
Gjelosh Gjokaj (ur. 25 lipca 1933 we wsi Gornji Milješ, gmina Tuzi, zm. 25 września 2016 w Monachium) – albański malarz i grafik, pochodzący z Czarnogóry.

## Życiorys
Urodził się we wsi Gornji Milješ w Czarnogórze, w rodzinie albańskiej. Studia z zakresu malarstwa ukończył w Akademii Sztuk Pięknych w Belgradzie (dyplom 1963, klasa prof. Boška Karanovicia). W latach 1964–1969 kierował wydziałem grafiki w Wyższej Szkole Pedagogicznej w Prisztinie. W latach 1969–1983 mieszkał w Rzymie, a następnie przeniósł się do Augsburga, gdzie spędził ostatnie lata swojego życia.
Był członkiem zagranicznym Akademii Nauk i Sztuk Kosowa. W 2023 ukazała się monografia Maestro Gjelosh Gjokaj, poświęcona życiu i twórczości artysty, w opracowaniu Seada Gjokaja.

## Twórczość
Malował głównie sceny rodzajowe i abstrakcje, specjalizował się w grafice. Wystawiał swoje prace w Jugosławii, we Włoszech i na IV Biennale w Aleksandrii w roku 1966. W 1979 prace artysty wystawiano w Nowym Jorku.

## Galeria

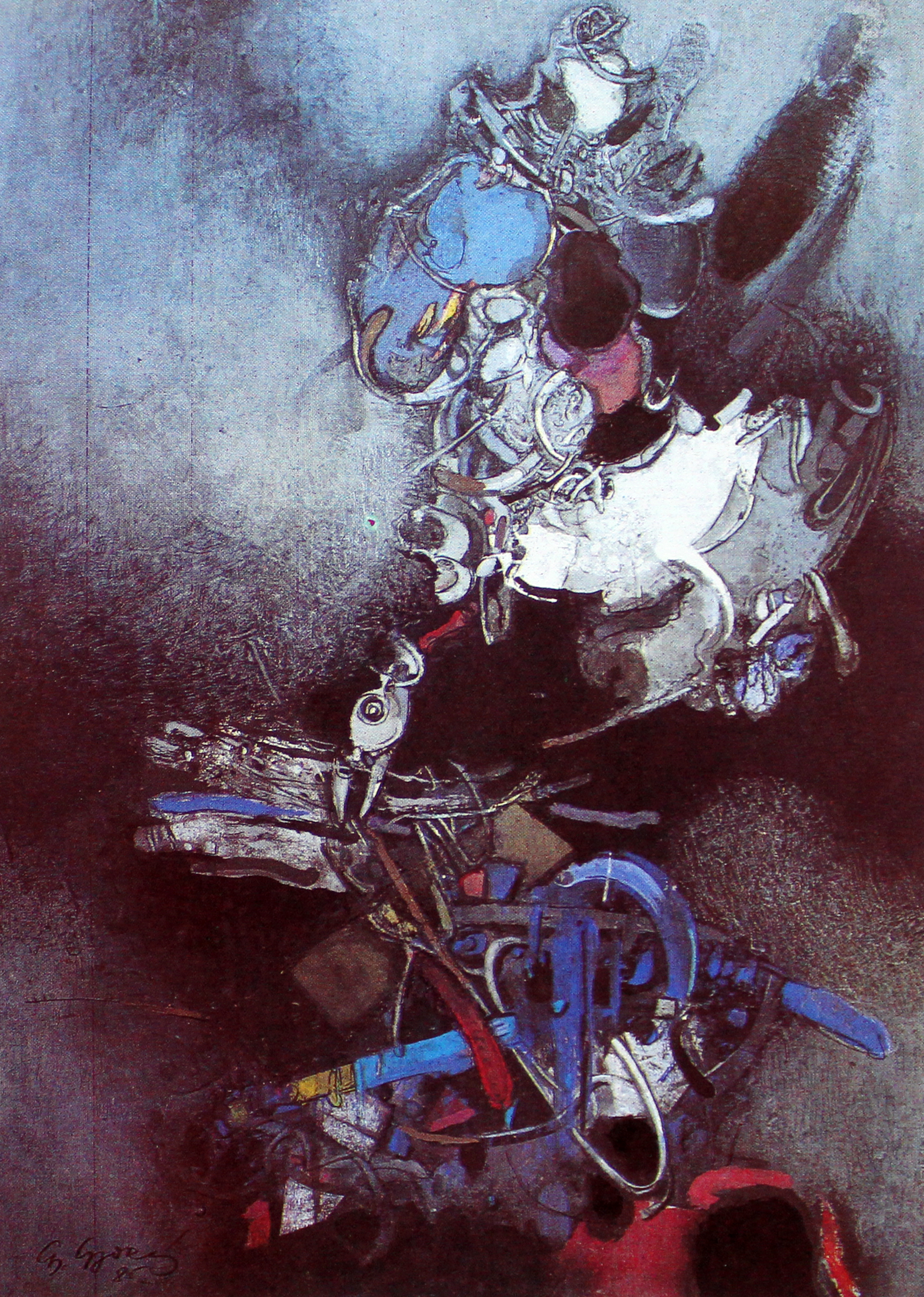
Kurczak (1985)
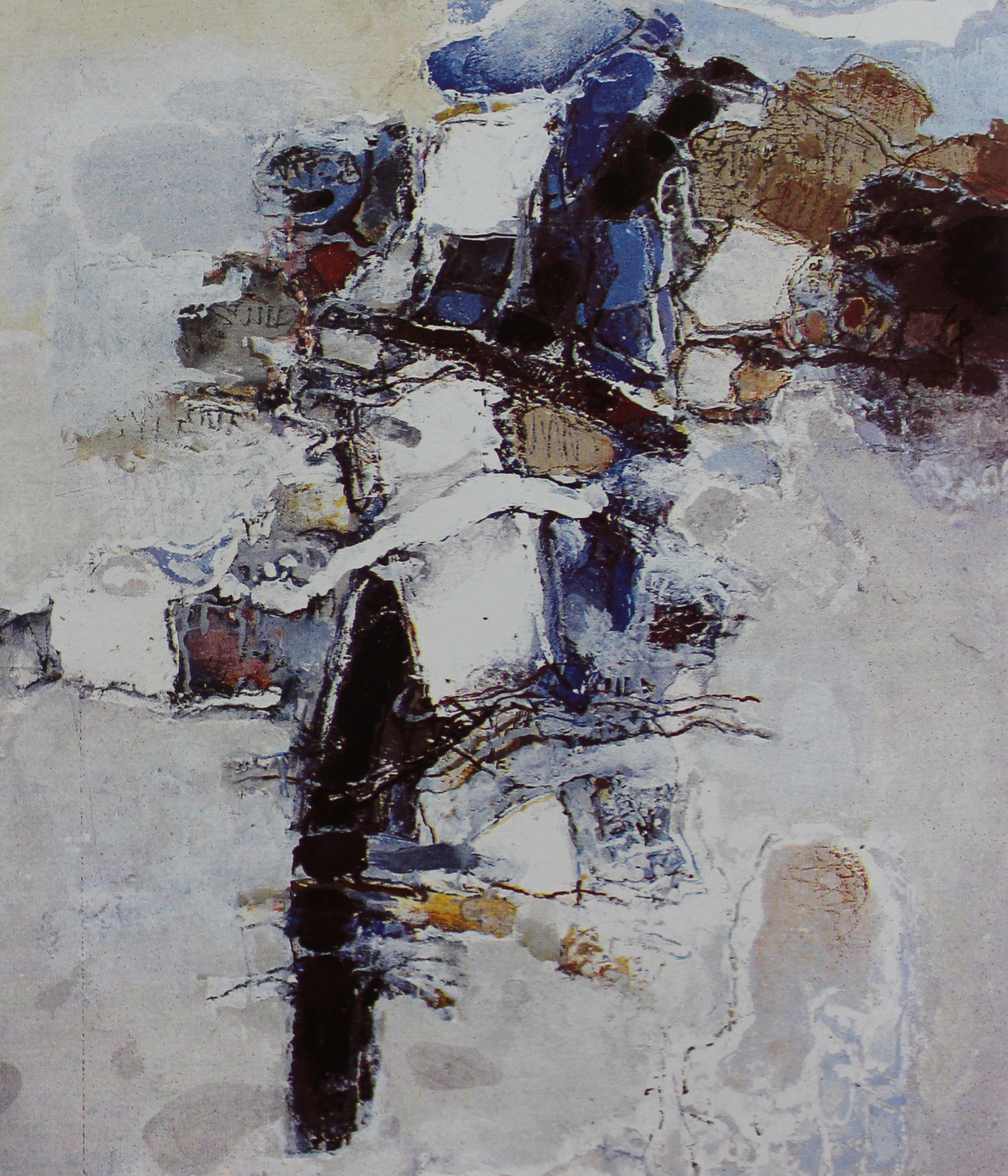
Kompozycja (1991)
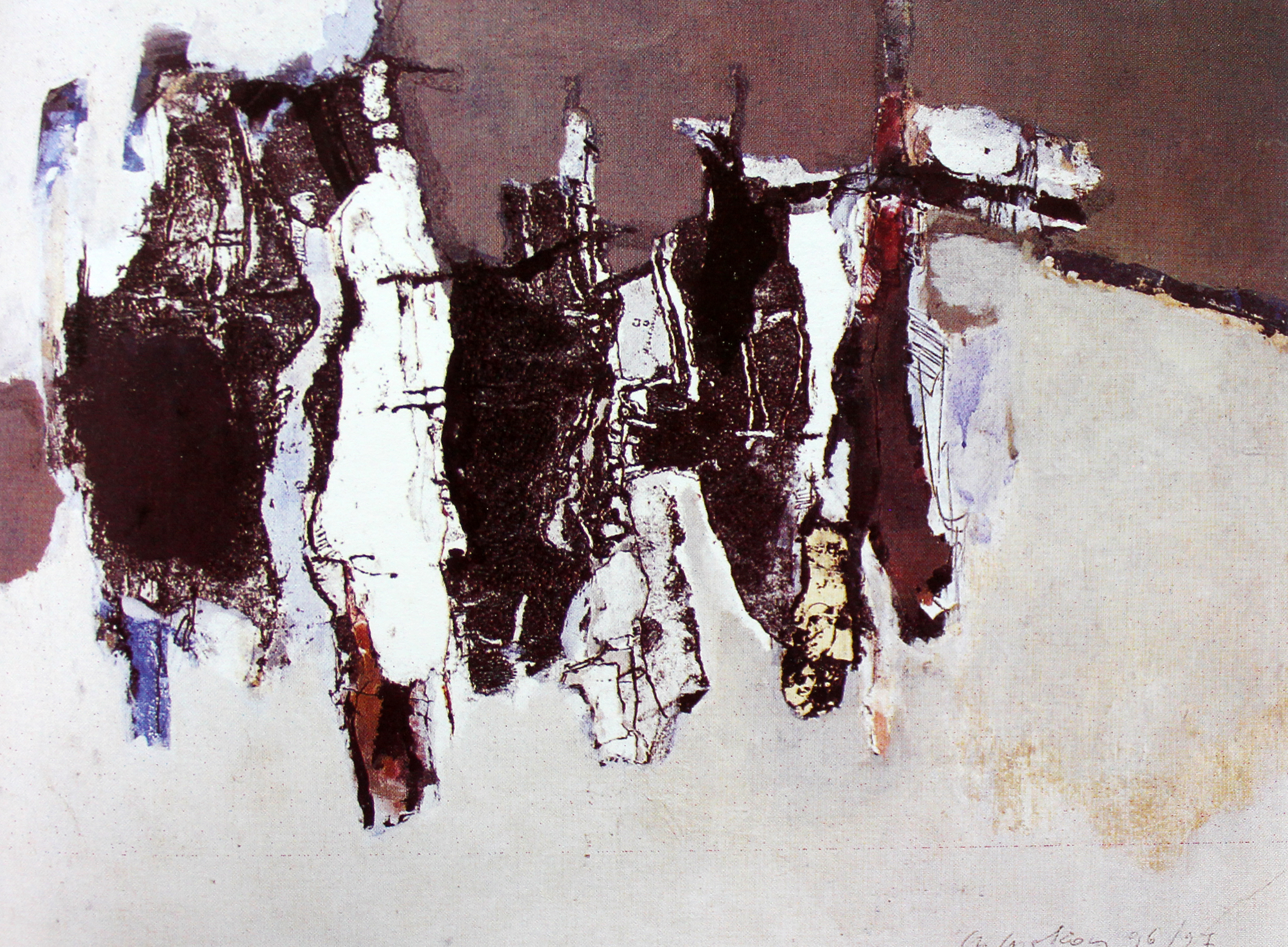
Kompozycja (1999)
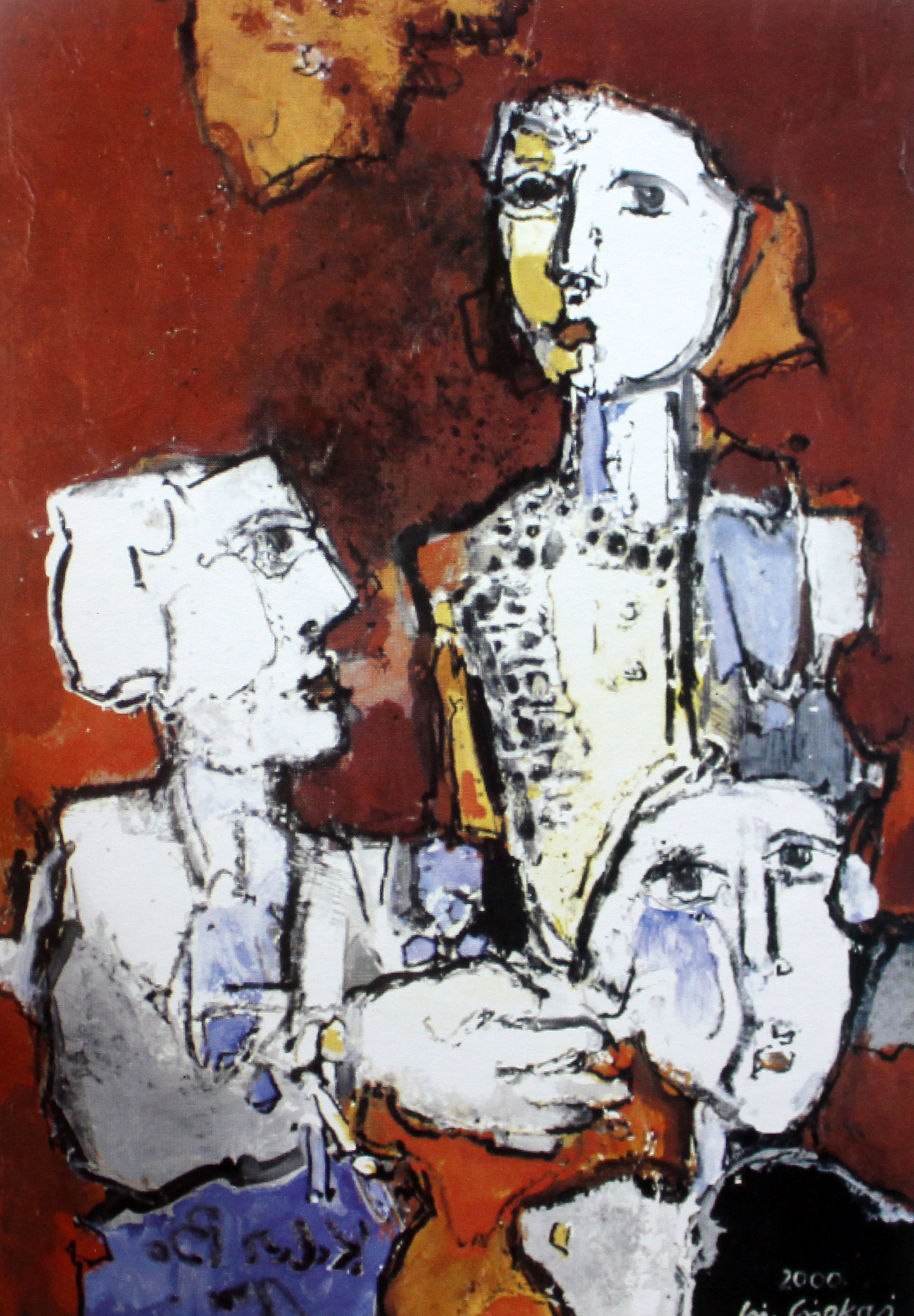
Czerwona kronika (2001)